# 贝拉维斯塔达卡罗巴
贝拉维斯塔达卡罗巴是巴西巴拉那州的一个市镇。总面积148.107平方公里，总人口4210人，人口密度28.4人/平方公里。